# 네나드 지모니치

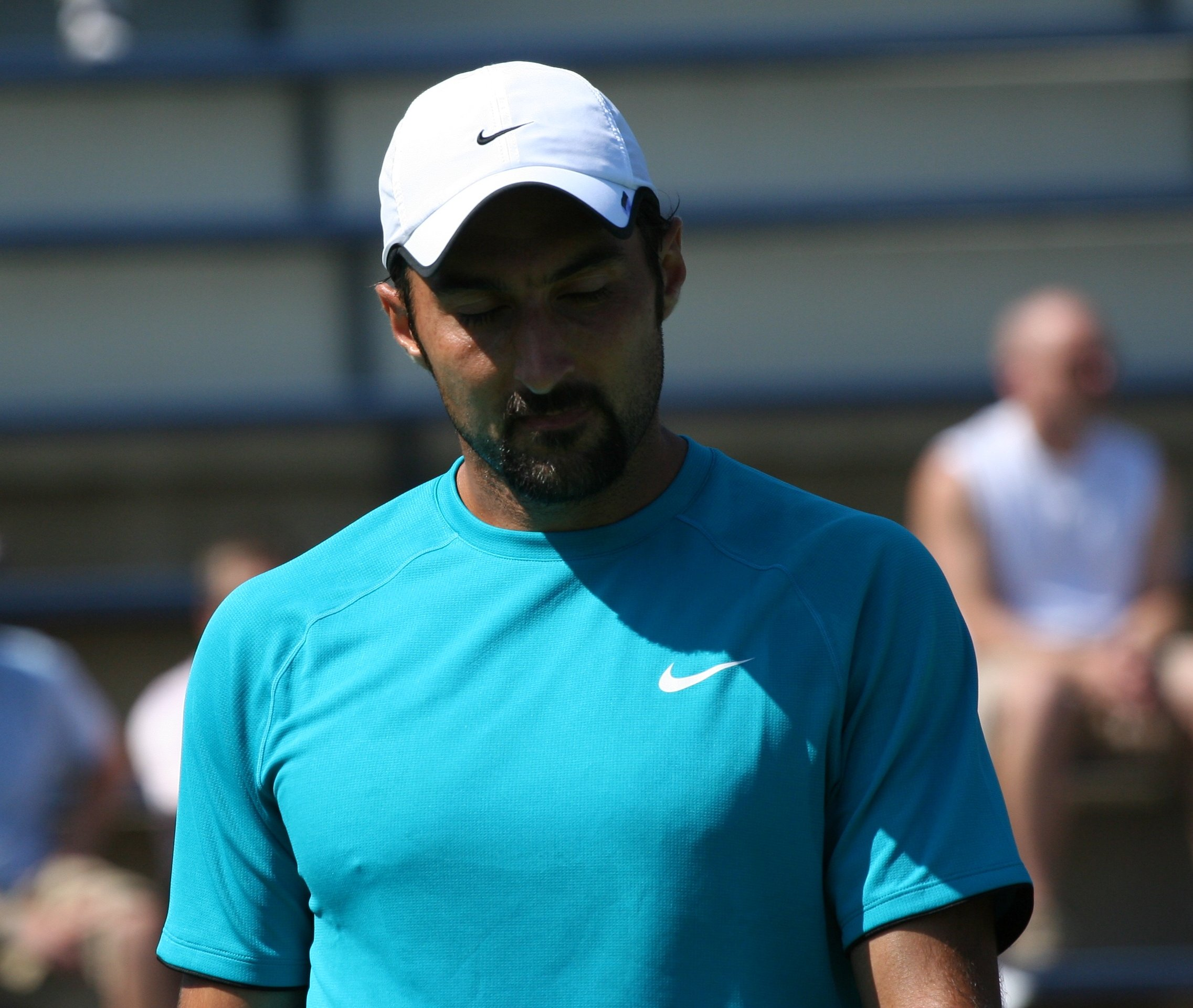

네나드 지모니치(Ненад Зимоњић, Nenad Zimonjić, 1976년 6월 4일~ )는 세르비아 베오그라드 출신의 테니스 선수이다. 키는 190cm이고, 체중은 91kg이다.

## 같이 보기
- ATP 월드 투어 기록